# Borszczewka (obwód kurski)
Borszczewka (ros. Борщевка) – wieś (ros. деревня, trb. dieriewnia) w zachodniej Rosji, w sielsowiecie olchowskim rejonu chomutowskiego w obwodzie kurskim.

## Geografia
Miejscowość położona jest 6,5 km od centrum administracyjnego sielsowietu olchowskiego (Olchowka), 16 km od centrum administracyjnego rejonu (Chomutowka), 111 km od Kurska.

## Historia
Do czasu reformy administracyjnej w roku 2010 wieś Borszczewka wchodziła w skład sielsowietu nadiejskiego, który w tymże roku został (wraz z sielsowietami niżnieczupachińskim i bolszealeszniańskim) włączony w sielsowiet olchowski.

## Demografia
W 2010 r. miejscowość zamieszkiwały 3 osoby.